# Lilia biała

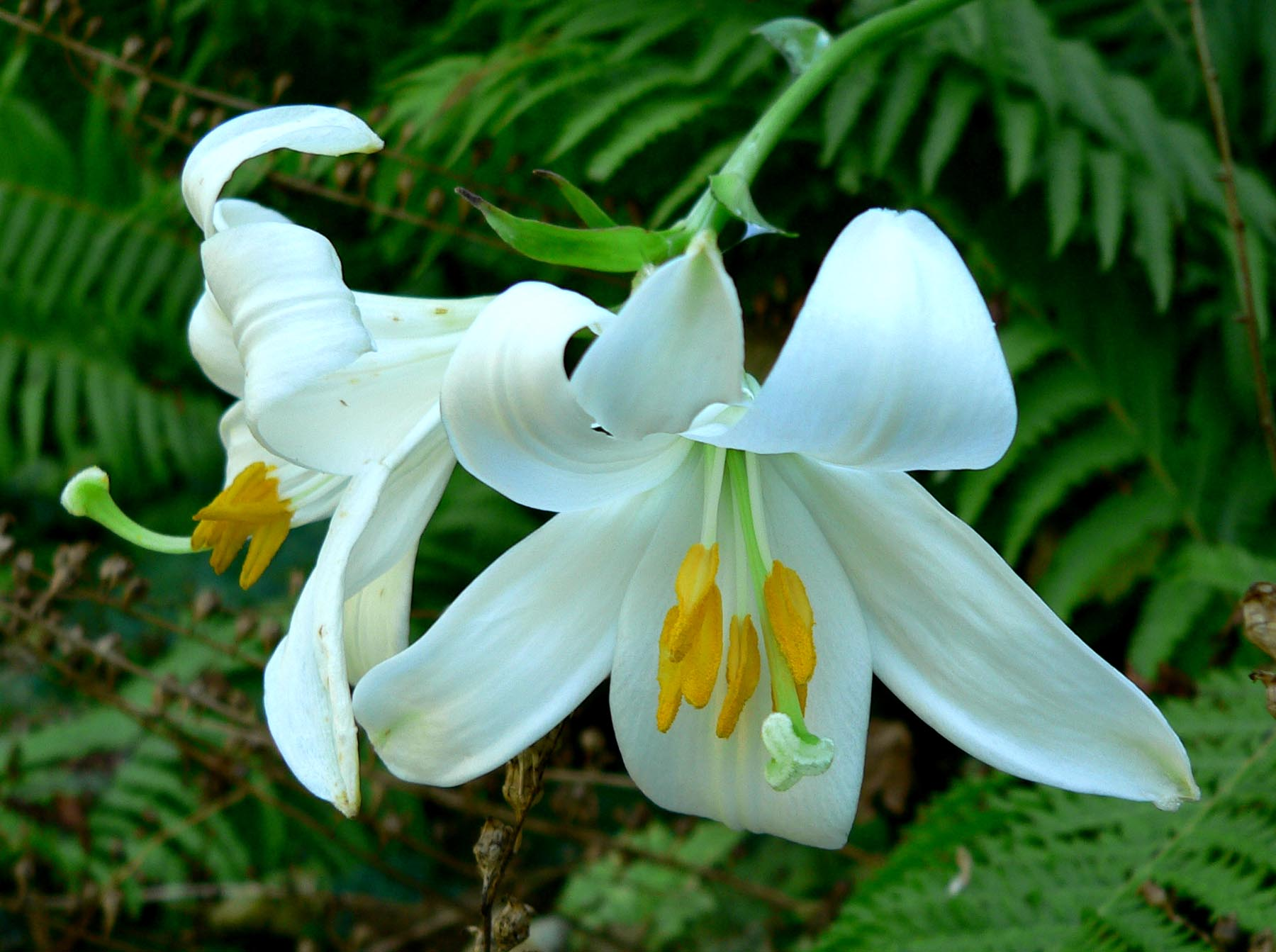
Kwiaty

Lilia biała, lilia świętego Józefa (Lilium candidum L.) – gatunek rośliny z rodziny liliowatych. Pochodzi z Bałkanów (kraje b. Jugosławii, Grecja) i Azji Zachodniej (Izrael, Syria, Turcja, Liban). Jest uprawiany w wielu krajach świata. W Polsce gatunek uprawiany, czasami dziczejący (efemerofit).

## Morfologia
PokrójBylina. Tworzy cebule na poziomie gruntu, a w przeciwieństwie do innych lilii. Ulistnione łodygi osiągają w naturze do ok. 1 m wysokości, w uprawie bywają wyższe, nawet do 2 m wysokości.
LiścieZachowuje rozetę liści przez zimę, ginącą w lecie.
KwiatyOkazałe lejkowate kwiaty rozwijają się w lecie w liczbie od 1 do 4. Okwiat jest czysto biały.

## Zastosowanie
- Jest uprawiana jako ogrodowa roślina ozdobna[8] i jest jedną z najdawniej uprawianych lilii. Do Europy przywieziona została w czasie wypraw krzyżowych[9].
- Jej pachnące kwiaty były wykorzystywane do produkcji perfum. Przedstawia to np. pochodzący z okresu 1085–525 p.n.e. relief ze starożytnego Egiptu[10]. Dioskurides (ok. 40–90 n.e.) podaje szczegółowo przepis na otrzymywanie tych perfum[11].

## Uprawa
Wymaga ziemi przepuszczalnej, dobrze zdrenowanej i słonecznego stanowiska. Cebule sadzi się płytko, tuż pod powierzchnią gleby. Roślina wytwarza zimujące liście odziomkowe. Na zimę wskazane jest ich okrycie – roślina może przemarznąć (strefy mrozoodporności 6-10). Może  na tym samym miejscu rosnąć przez wiele lat bez przesadzania, wówczas stopniowo się rozrasta i wytwarza cebule potomne. Przez cebule te łatwo ją rozmnożyć, ale, można rozmnażać także przez sadzonki otrzymywane z łusek cebuli lub przez wysiew nasion.

## Obecność w kulturze
- Wymieniana jest w Biblii 15 razy. Żydzi uważali lilię za najpiękniejszą wśród kwiatów[11]. Badacze roślin biblijnych nie mają wątpliwości, że hebrajskie słowa, którymi w Biblii jest opisana, dotyczą lilii białej, która w Palestynie jest gatunkiem rodzimym. Lilia była symbolem narodu żydowskiego, co opisuje Księga Ozeasza (Oz 14,6): „Stanę się jakby rosą dla Izraela, tak, że rozkwitnie jak lilia i jak topola zapuści korzenie”. W czasach chrześcijańskich stała się symbolem dziewictwa, świętości, czystości duchowej, zmartwychwstania i opatrzności Bożej. Werset w Pieśni nad Pieśniami (2,2) „Jak lilia pośród cierni, tak przyjaciółka ma pośród dziewcząt” jest w katolicyzmie odnoszony do Matki Boskiej. W języku angielskim lilia biała nazywana jest potocznie „Madonna Lily”, a jej kwiat w chrześcijaństwie uznawany jest za atrybut Matki Boskiej[10].
- Według M. Zoharego Salomon kazał głowicom kolumn Świątyni Jerozolimskiej nadać kształt kwiatu lilii. Jest to jednak zdanie odosobnione, pozostali znawcy roślin biblijnych uważają, że miały one kształt kwiatu grzybieni[10].
- Lilia biała należała do najczęstszych motywów roślinnych w kulturze minojskiej symbolizując grację i czystość. To znaczenie symboliczne lilii rozpowszechnione zostało później w Starożytnej Grecji i w Cesarstwie Rzymskim. Umieszczana wraz z kłosami zbóż w wiankach zakładanych przez panny młode symbolizowała dziewictwo i płodność[7].